# エドザクラ
エドザクラ（江戸桜、Cerasus serrulata ‘Nobilis’）は、バラ科サクラ属の園芸品種。単にエドとも呼ばれる。サトザクラの一種であり、元々荒川堤に植わっていたとされ、江戸に多いことからこの名がついたとされる。八重咲きの品種である。なお、エドヒガンとの関連はない。

## 特徴
樹高は 5 - 8 m 程に伸びる。樹形は傘状になる
花は大輪であり、花弁は10 - 15枚の八重咲き。旗弁も見られる。蕾は濃い目の桃色になっており、割いた後は外側がより色が濃く、内側は薄桃色になる。ソメイヨシノより遅れて咲き始め、花の時期に緑褐色の葉が出る。散り際には中心部からやや赤色の線が現れる。
エドザクラは多くの品種と類似しており、糸括（いとくくり）、大手毬（おおてまり）、八重紅虎の尾（やえべにとらのお）などと類似しており別品種とされてきたが、DNA調査によるとこれらの品種は同一の品種であるとされている。